# Blaufarbenwerk
Die Blaufarbenwerke erzeugten das Blaupigment Smalte sowie den Ausgangsstoff der Smalte-Herstellung, Safflor, das aus kobalthaltigem Erz gewonnen wurde. Die im Folgenden gelisteten Fabriken aus verschiedenen europäischen Regionen gehörten zu diesen Produzenten.

## Blaufarbenwerke

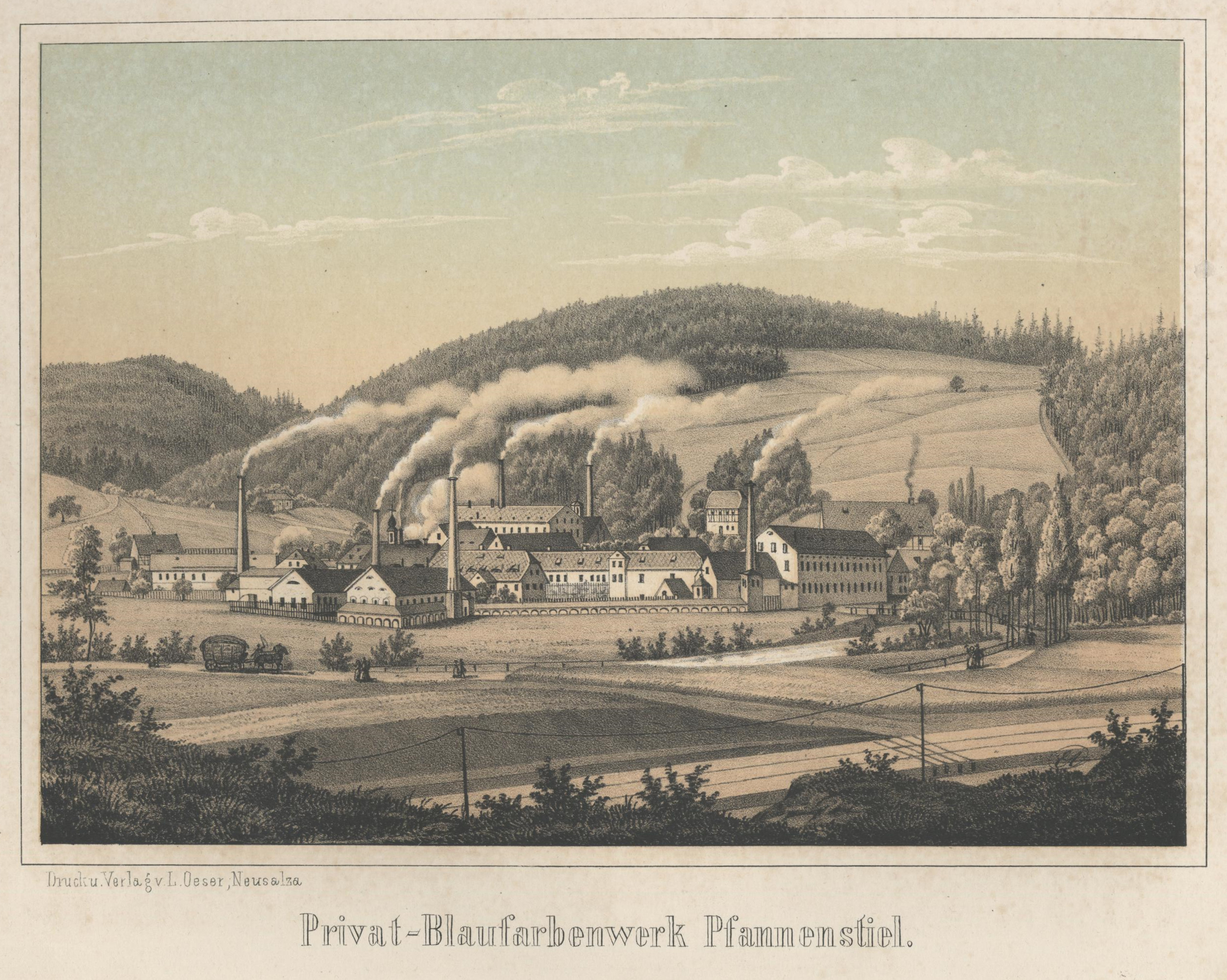
Blaufarbenwerk Niederpfannenstiel in der Mitte des 19. Jahrhunderts

### Sachsen
- Oehmesches Blaufarbenwerk (1649–1687) in Annaberg an der Sehma
- Blaufarbenwerk Jugel (gegr. 17. Jahrhundert) in Jugel
- Blaufarbenwerk Niederpfannenstiel (gegr. 1635) in Niederpfannenstiel
- Blaufarbenwerk Oberschlema (1644–1956) in Oberschlema, nach eigener Angabe das größte Blaufarbenwerk der Welt
- Schindlersches Blaufarbenwerk (gegr. 1649) bei Albernau
- Blaufarbenwerk Schneeberg (1568 bis um 1580) in Schneeberg, erstes kleineres Blaufarbenwerk in Sachsen
- Blaufarbenwerk Zschopenthal (1687–1850) in Zschopenthal

### Thüringen
- Glücksbrunner Werke (1714–1818) bei Bad Liebenstein
- Farbreibmühle Lauscha (gegr. 1820) in Lauscha
- Farbmühle Piesau (gegr. 1664) in Piesau
- Blaufarbenwerk Saalfeld (gegr. 1660, nach 1830 erloschen) in Saalfeld

### Preußen
- Blaufarbenwerk Hasserode (bis um 1850)

### Böhmen
- Oberes Blaufarbenwerk (gegr. 1622) in Breitenbach
- Mittleres Blaufarbenwerk (1654–1875) in Breitenbach
- Unteres Blaufarbenwerk (gegr. 17. Jahrhundert) in Breitenbach
- Blaufarbenwerk Christophhammer (1750–1874) in Christophhammer
- Eulenhütte (gegr. 16. Jahrhundert) bei Neuhammer, die Glashütte wird als Ursprung der Blaufarbenwerke bezeichnet.
- Blaufarbenwerk Jungenhengst bei Jungenhengst
- Farbmühle Pechöfen (gegr. 1611, zu Beginn des 18. Jahrhunderts erloschen) in Pechöfen
- Blaufarbenwerk Silberbach (gegr. 1714) in Silberbach
- Schmaltefabrik St. Joachimsthal (gegr. 1600) bei St. Joachimsthal
- Blaufarbenwerk Zwittermühl (gegr. 1622) bei Zwittermühl

### Österreich
- Blaufarbenwerk des Prälaten von Gengenbach bei Breisach
- Blaufarbenwerk und Schmaltefabrik Schlöglmühl bei Gloggnitz, später Papierfabrik

### Norwegen
- Blaufarbenwerk Modum (gegr. 1773) in Modum
- Blaufarbenwerk Snarum in Snarum, Kommune Modum